# Trucker mit Herz
Trucker mit Herz ist eine australische Komödie von Regisseur Antony J. Bowman aus dem Jahr 1999 mit Hugh Jackman und Claudia Karvan in den Hauptrollen. Er ist auch unter dem Originaltitel Paperback Hero bekannt.

## Handlung
Der Film spielt in Australien. Der Trucker Jack Willis hat einen Liebesroman geschrieben und ihn an einen Verlag in Sydney geschickt. Da er sein Image als "harter Trucker" nicht gefährden wollte, hatte er allerdings den Namen einer langjährigen Freundin, der flugbegeisterten Ruby Vale, angegeben. Die ist mit Hamish dauerverlobt – die Hochzeit scheiterte bis jetzt am Geld. Als Jacks Roman zum Bestseller aufzusteigen beginnt, will der Verlag einige Promotion-Aktionen durchführen – mit der vorgeblichen Autorin. Jack kann Ruby überreden, mitzuspielen, unter anderem mit der Aussicht, dass der Verlag ihr die Traumhochzeit ausrichtet. Er gibt sich selbst als Rubys Manager aus. Natürlich bleibt der Schwindel nicht unentdeckt und sowohl Rubys Hochzeit als auch Jacks Zukunft als Schriftsteller werden fraglich. Am Ende klärt sich nicht nur für die Öffentlichkeit die wahre Identität des Bestseller-Autors, auch Jacks heimliche Liebe zu Ruby wird offenbart und schließlich von ihr erwidert.

## Genre, Erzählweise
Der Film erzählt die Geschichte auf unspektakuläre Art und konzentriert sich dabei ganz auf das Geschehen mit und zwischen den Figuren. Auffallend viel Platz ist den Flugszenen mit Ruby eingeräumt worden, die einen nicht unbeträchtlichen Teil der Stimmung des Filmes tragen.
Der deutsche Untertitel „Ein Mann, ein Wort“, der auf dem Cover der DVD abgedruckt ist, führt etwas in die Irre: Zwar besteht ein inhaltlicher Bezug zum Film, der Klang nach „hartem Western“ weckt aber deutlich falsche Assoziationen. Etwas näher am romantischen, leicht komödienhaften Charakter des Filmes ist der Titel Trucker mit Herz, unter dem der Streifen ins deutsche Fernsehen kam.

## Auszeichnungen
- ASSG Award der Australian Screen Sound Guild.